# 1385 w polityce

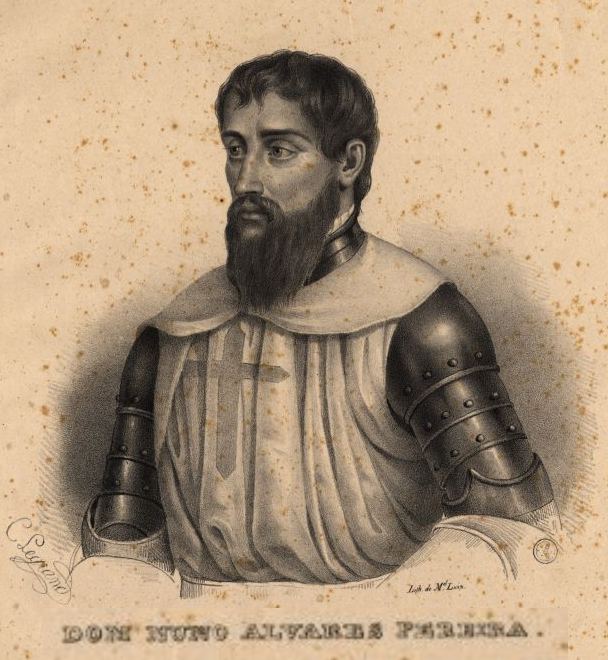
Noniusz Álvares Pereira, portugalski bohater narodowy i święty

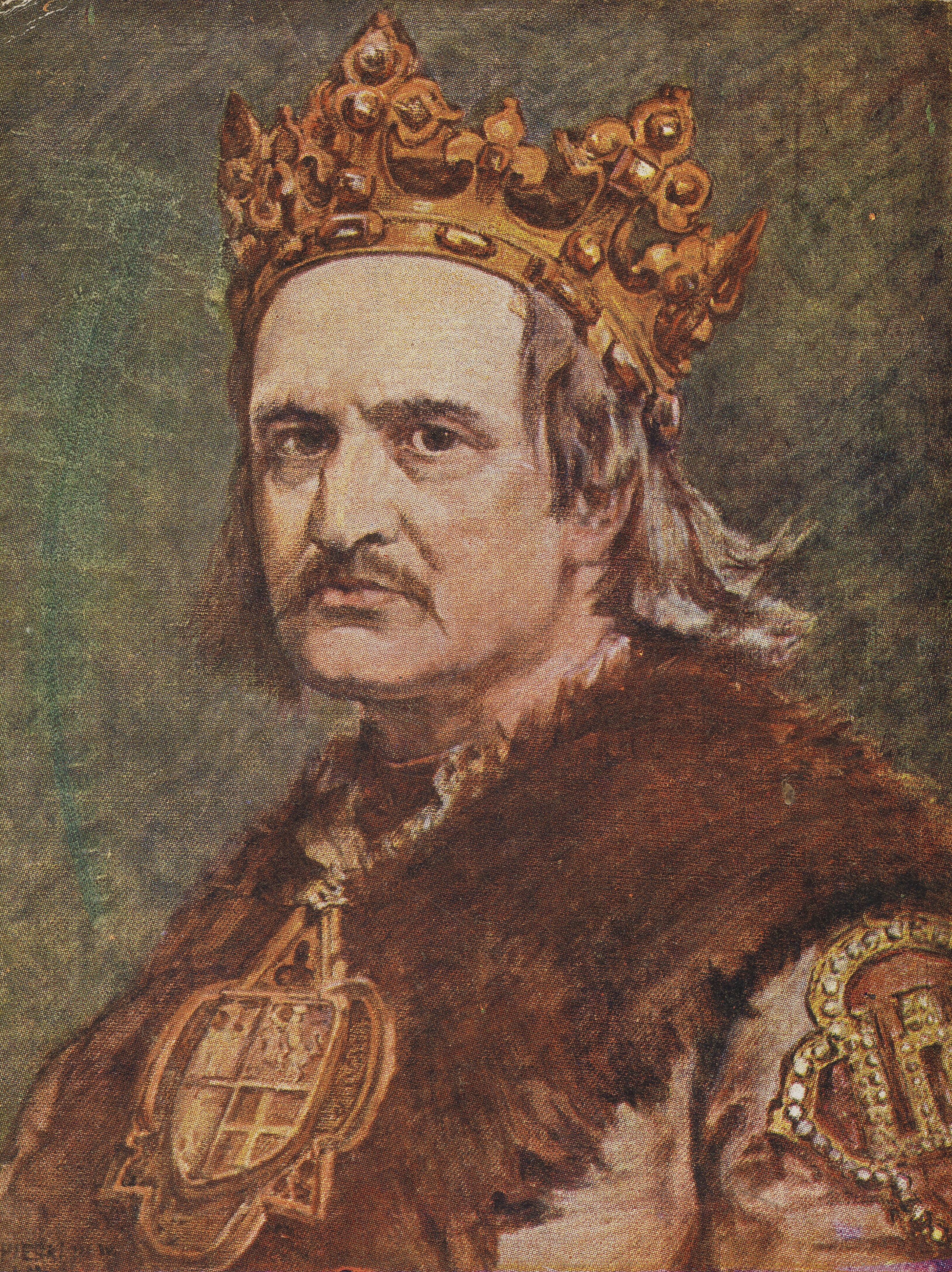
Władysław Jagiełło

Wydarzenia polityczne w 1385 roku.

## Wydarzenia
- Wojna hiszpańsko-portugalska:
14 sierpnia Bitwa pod Aljubarrota[1]. Wojska króla Portugalii Jana I Dobrego pokonują armię hiszpańskiego władcy Jana I, króla Kastylii i Leónu. W bitwie odznaczył się jako dowódca Portugalczyków Noniusz Álvares Pereira[2][3], rycerz, a później zakonnik, święty Kościoła katolickiego.
14 października bitwa pod Valverde. Kolejne zwycięstwo Portugalczyków nad Kastylijczykami. Ponownie o zwycięstwie przesądził Noniusz Álvares Pereira[4].
- 14 sierpnia zawarcie unii polsko-litewskiej w Krewie[5], która wprowadziła na tron Polski księcia Jogaiłę, od 1386 Władysława II Jagiełłę.

## Urodzili się
- Jan I, książę Alençon.

## Zmarli
- 14 sierpnia Pedro Álvares Pereira, starszy brat Noniusza[6]; w wojnie portugalsko-hiszpańskiej wspierał Kastylijczyków.